# Elba (Nebraska)
Elba es una villa ubicada en el condado de Howard en el estado estadounidense de Nebraska. En el Censo de 2010 tenía una población de 215 habitantes y una densidad poblacional de 226,19 personas por km².

## Geografía
Elba se encuentra ubicada en las coordenadas 41°17′7″N 98°34′9″O / 41.28528, -98.56917. Según la Oficina del Censo de los Estados Unidos, Elba tiene una superficie total de 0.95 km², de la cual 0.95 km² corresponden a tierra firme y (0%) 0 km² es agua.

## Demografía
Según el censo de 2010, había 215 personas residiendo en Elba. La densidad de población era de 226,19 hab./km². De los 215 habitantes, Elba estaba compuesto por el 96.74% blancos, el 0.47% eran afroamericanos, el 0% eran amerindios, el 0% eran asiáticos, el 0% eran isleños del Pacífico, el 0% eran de otras razas y el 2.79% pertenecían a dos o más razas. Del total de la población el 2.33% eran hispanos o latinos de cualquier raza.